# Мюнхенський філармонічний оркестр
Мюнхенський філармонічний оркестр (нім. Münchner Philharmoniker) — симфонічний оркестр, розташований в Мюнхені. З 1985 основний концертним майданчиком оркестру є культурний центр Гаштайг.

## Історія
Оркестр був заснований в 1893 сином власника фабрики фортепіано Францем Каймом як Кайма-оркестр, а в 1895 отримав концертний майданчик у міському концертному залі Тонхалле. У цей період оркестром керували такі знаменитості, як Густав Малер, деякі твори якого були виконані вперше цим оркестром, а також Бруно Вальтер. З оркестром дебютував як диригент Вільгельм Фуртвенглер. В 1910 оркестр був перейменований в Оркестр Мюнхенського музичного товариства (нім. Munich Konzertverein Orchestra) і фінансувався з приватних коштів, що призвело до закриття оркестру з початком Першої світової війни. 
Після війни оркестр отримав міське фінансування і в 1928 став називатися теперішнім ім'ям. В 1933 з приходом до влади нацистів оркестр помістив на своїй емблемі свастику та одержав ім'я Оркестр фашистського руху. Після Другої світової війни оркестр був тимчасово розпущений через руйнування Тонхалле в 1944, але потім відновив свою діяльність. З 1979 до своєї кончини оркестром керував Серджіу Челібідаке.